# Ján Smrek
Ján Smrek all'anagrafe Ján Čietek (Zemianske Lieskové, 26 dicembre 1898 – Bratislava, 8 dicembre 1982) è stato un poeta, scrittore e giornalista slovacco.
Adottò anche gli pseudonimi di Ilia Volžanin, Ilja Volžanin, Ján Čietek-Smrek, Janko Smrek, Larix e altri.

## Biografia
Nacque nella famiglia di un modesto agricoltore e ricevette la sua istruzione alla scuola popolare di Adamovské Kochanovce e dopo la morte del padre (1907) fu accolto nell'orfanotrofio evangelico di Modra. Dal 1913 al 1917 si formò come assistente commerciale ed esercitò questo mestiere fino a dopo la Prima guerra mondiale: dopo aver lavorato per un breve periodo a Ružomberok, fu arruolato nel 1917 nell'esercito austro-ungarico e inviato sul fronte palestinese, dove si ammalò di malaria.
Dal 1919 al 1921 studiò all'istituto magistrale di Modra e dal 1921 al 1924 alla facoltà teologica evangelica di Bratislava. Tuttavia, non concluse gli studi, perché impegnato totalmente nella professione giornalistica.
Nel 1924 entrò nella redazione di Slovenský denník, poi dal 1925 al 1929 fu redattore di Národné noviny a Martin. Dal 1925 al 1938 fu a Praga (si trasferì definitivamente nel 1930) come redattore della casa editrice Edícia mladých slovenských autorov ("Edizioni di giovani autori slovacchi"). A Praga presto si dedicò anche alla pubblicazione del giornale letterario Elán, che uscì fin dopo la Seconda guerra mondiale.
All'inizio della Guerra dovette tuttavia tornare in Slovacchia, si stabilì a Bratislava ed Elán divenne il giornale della Società degli scrittori slovacchi (Spolok slovenských spisovateľov). Espresse posizioni politiche di simpatia per il nazismo: il 31 agosto 1940 sottoscrisse a Tatranská Lomnica un manifesto, in cui criticò pesantemente la guida politica di Jozef Tiso, per il suo troppo cauto allineamento alla Germania nazista. Durante la guerra fondò la Biblioteca sociale Elán, che diresse anche dopo il suo passaggio alla casa editrice Slovenský spisovateľ (1950). Dal 1945 al 1948 fu impiegato come sovrintendente della sezione culturale del Ministero dell'informazione. Dopo il 1948 come poeta cadde in disgrazia, gli fu proibito di scrivere, le sue opere furono censurate e perciò si dedicò maggiormente alla traduzione.
Morì a Bratislava e fu sepolto al Cimitero nazionale di Martin.

## Attività
I suoi primi tentativi letterari risalgono al periodo degli studi: nel 1916 inviava i suoi scritti a Slovenský denník e in seguito anche a Národné noviny di Martin. Qui pubblicò le prime rubriche, notizie e articoli. Le sue poesie apparvero anche sui giornali Živena, Slovenské pohľady, Zlatá Praha, Lidové noviny, Evanjelický posol spod Tatier, Tvorba T, Cirkevné listy e altri.
Nella sua attività si distingue come una delle personalità più originali dalla scena letteraria slovacca del XX secolo. La sua poesia è caratterizzata da semplicità e melodia e nei suoi testi esprime soprattutto l'amore verso l'uomo e un vivace ottimismo. Il fulcro della sua attenzione è spesso la donna come simbolo della giovinezza, della bellezza e del valore fondamentale della vita. Nelle sue poesie ha definito i principi della sua poetica. Lo scopo della poesia è, a suo parere, di indurre soprattutto i sentimenti di bellezza e armonia, e perciò riteneva che la poesia dovesse essere sentimentale e musicale.
Collaborò con il compositore slovacco Ján Cikker per il libretto dell'opera Beg Bajazid e fu coautore del libretto dell'opera Mr. Scrooge. Collaborò anche con il compositore Frico Kafenda, che scrisse un ciclo di tre canzoni su testo di Smrek: Listy ("Foglie"), Okúzlenie ("Incantesimo") a Pieseň ("Canzone"). Eugen Suchoň su testo di Smrek ha composto la "Canzone slovacca per coro maschile" in occasione del 50º anniversario del coro degli insegnanti slovacchi. Le sue poesie furono musicate anche da Andrej Očenáš, Oto Ferenczy e Alfréd Zemanovský.
Oltre alla sua produzione, si dedicò anche alla traduzione: dall'ungherese tradusse Endre Ady, Attila József e Sándor Petőfi, dal francese François Villon e Pierre Corneille, dal russo Aleksandr Sergeevič Puškin, dal polacco Julian Tuwim e dal turco Nazım Hikmet.

## Riconoscimenti
- 1929 – Premio di stato
- 1933 – Premio nazionale
- 1954 – Premio di stato Klement Gottwald
- 1966 – Titolo di "artista nazionale"
- 1978 – Ordine del Lavoro
- 1978 – medaglia d'oro del PEN-club ungherese

In occasione del 90º anniversario della nascita i suoi compaesani di Melčice-Lieskové gli dedicarono una lapide, di cui fu autore lo scultore Igor Mosný. In occasione del 100º anniversario della nascita gli eressero un monumento nel nuovo giardino di Melčice-Lieskové. Si tenne in questo centenario un congresso di poeti slovacchi, che radunò 150 poeti, fra cui Tomas Tranströmer, che fu premiato dalla giuria del congresso con il premio Ján Smrek. Dal 2000 si svolge ogni anno a Bratislava il Festival Ján Smrek.

## Opere

### Raccolte di poesie
- 1921 – Odsúdený k večitej žízni ("Condannato alla sete perenne")
- 1925 – Cválajúce dni ("Giorni galoppanti")
- 1929 – Božské uzly ("Nodi divini")
- 1933 – Iba oči ("Solo gli occhi")
- 1934 – Básnik a žena ("Il poeta e la donna")
- 1935 – Zrno ("Il grano")
- 1944 – Hostina ("Il banchetto")
- 1945 – Studňa ("Il pozzo")
- 1958 – Obraz sveta ("Quadro del mondo")
- 1962 – Struny ("Le corde del violino")
- 1964 – Písané na sude
- 1965 – Nerušte moje kruhy ("Non disturbate i miei cerchi")
- 1987 – Noc, láska a poézia, ("Notte, amore e poesia") (postumo)
- 1993 – Proti noci ("Contro la notte"), poesie anticomuniste
- 1998 – Ardent Words for the Days of Cold ("Parole ardenti per i giorni di freddo"), selezione di poesie di Smrek tradotte in diverse lingue

### Libri per ragazzi
- 1954 – Maľovaná abeceda ("Abecedario illustrato")
- 1956 – Machule ("Scarabocchi")

### Antologie poetiche
- 1948 – Knihy mladosti 1, 2 ("Libri della gioventù 1, 2")
- 1954 – Verše vybrané ("Versi scelti")
- 1971 – Ženy ("Donne")
- 1972 – Moje najmilšie ("Mie gentilissime")
- 1973 – Ružový spev mi prší z úst ("Un canto di rose mi piove dalla bocca")
- 1978 – Podoby lásky ("Somiglianze dell'amore")
- 1979 – Krásna prostota ("Bella spontaneità")
- 1979 – Bacardi a iné básne ("Bacardi e altre poesie")

### Raccolte
- 1963 – Knihy slnečné ("Libri del sole")
- 1963 – Knihy nocí planých ("Libri delle notti brutte")
- 1964 – Knihy podjesenné ("Libri prima dell'autunno")
- 1968 – Poézia moja láska ("Poesia amore mio")

### Altre opere
- 1924 – Literárne glosy ("Glosse letterarie"), saggio (uscito su Zborník mladej slovenskej literatúry)
- 1931 – Slovenská prítomnosť literárna a umelecká ("Il presente slovacco letterario e artistico")
- 1968, 1989 – Poézia moja láska ("Poesia amore mio"), memorie in 2 volumi
- 1999 – Sme živý národ 1, 2 ("Siamo un popolo vivo 1, 2"), saggio

### Libretti d'opera
- 1957 – Beg Bajazid, libretto per l'opera di Ján Cikker
- 1963 – Mr. Scrooge, libretto per l'opera di Ján Cikker

### Traduzioni
- 1949 – François Villon: Veľký testament ("Il grande testamento")
- 1950 – Endre Ady: Básne ("Poesie")
- 1952 – Attila József: Nie ja volám ("Non io grido")
- 1953 – Sándor Petőfi: Básne ("Poesie")
- 1957 – Aleksandr Sergeevič Puškin: Ruslan a Ľudmila ("Ruslan e Ljudmila")
- 1978 – Preklady ("Traduzioni"), miscellanea